# Eugène Kouadio Djué N’goran
Eugène Kouadio Djué N’goran (* 1. Januar 1966 oder 20. Dezember 1969) ist ein ivorischer Milizführer. Er ist der Anführer der Union des Patriotes pour la Libération Totale de la Côte d’Ivoire (UPLTCI).
Am 10. Dezember 2008 traten Sanktionen der EU gegen ihn in Kraft. Dabei wurden seine Finanzmittel und wirtschaftlichen Ressourcen eingefroren. Ihm wurde vorgeworfen, öffentlich zur Gewalt gegen Einrichtungen und Personal der Vereinten Nationen und gegen Ausländer aufgerufen zu haben. Er soll an Prügelattacken, Vergewaltigungen und außergerichtlichen Hinrichtungen als Anführer von Straßenmilizen beteiligt gewesen sein. Außerdem störte er, laut der EU, die Tätigkeit des IWG, der Opération des Nations Unies en Côte d’Ivoire (UNOCI) und der französischen Streitkräfte und behinderte die Durchführung der  Resolution 1643 des UN-Sicherheitsrates.